# Coleophora albotitae
Coleophora albotitae é uma espécie de mariposa do gênero Coleophora pertencente à família Coleophoridae.